# Donauculturen

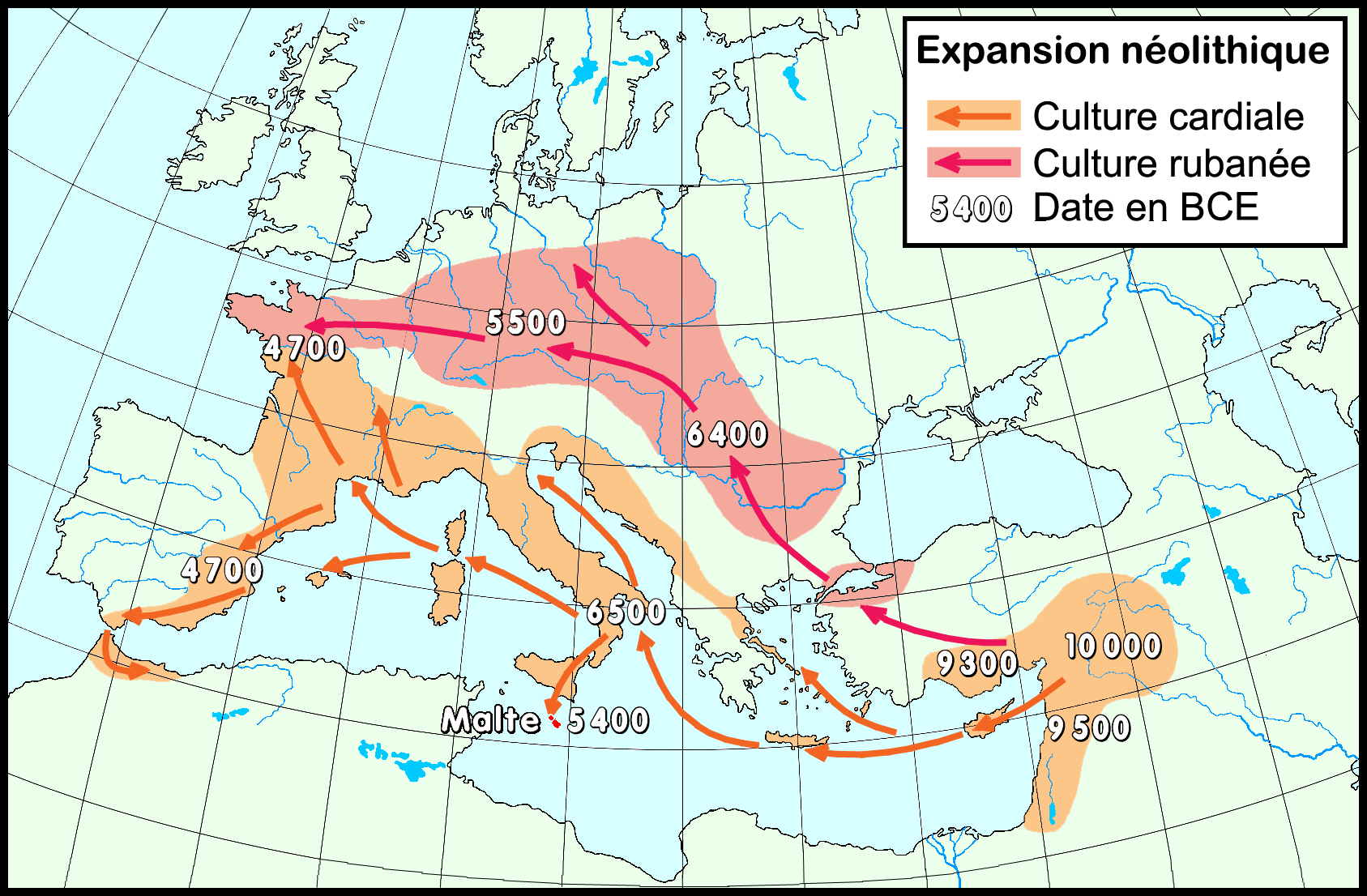
vroege verspreiding van het neolithicum in Europa
Donauculturen
cardiaal-impressoculturen

Donauculturen is een door de Australische archeoloog Vere Gordon Childe bedachte term om de eerste agrarische samenlevingen in Midden- en Oost-Europa te beschrijven. Het omvat met name de lineaire bandkeramiek (LBK), steekbandkeramiek en Rössen-culturen.
Het begin van de lineaire bandkeramiek dateert van rond 5500 v.Chr. Ze lijkt zich westwaarts te hebben verspreid langs de vallei van de Donau. Toen ze het bekken van Parijs bereikte kwam ze in wisselwerking te staan met de post-cardiaal-impressoculturen van Atlantisch Europa.
De volkeren van het Donau I-complex kapten bossen en cultiveerden vruchtbare lössgronden van de Balkan tot de Nederlanden en Noord-Frankrijk. Ze maakten aardewerk en hielden gedomesticeerde runderen, varkens, honden, schapen en geiten. Het karakteristieke stenen werktuig van de cultuur is de schoenleestbijl, een lange dunne stenen bijl die werd gebruikt om bomen om te vellen en soms als wapen, wat blijkt uit de schedels gevonden in Talheim in Duitsland en Schletz in Oostenrijk. 
De nederzettingen bestonden uit langhuizen. Volgens een theorie van Eduard Sangmeister werden deze nederzettingen verlaten, mogelijk omdat het vruchtbare land was uitgeput, en vervolgens opnieuw bezet, misschien als het land lang genoeg braak had gelegen. Peter Modderman en Jens Lüning daarentegen veronderstelden dat de nederzettingen doorgaand bewoond werden, waarbij individuele families specifieke percelen gebruikten. 
Men importeerde onder andere spondylusschelpen uit het Middellandse Zeegebied.
Een tweede golf van de cultuur, waarbij beschilderd aardewerk met West-Aziatische invloeden werd gebruikt, verving de eerste fase vanaf rond 4500 v.Chr. Deze werd gevolgd door een derde golf waarbij gebruik werd gemaakt van steekbandkeramiek.